# Ина Бенита
Ина Бенита (пол. Ina Benita, наст. имя и фамилия Янина Флеров-Булгак) — польская актриса театра и кино.

## Биография
Родилась 1 марта 1912 года в Киеве, тогда в Российской империи. В 1920 году вместе с семьёй переехала в Польшу. Окончила школу для девочек в Париже (1924—1929). Вернулась в Польшу, где окончила курсы вокала и драмы. Дебютировала на сцене в Варшаве в 1931 году, затем выступала в варшавских ревю и кабаре, в 1932 году дебютировала в кино. После Варшавского восстания она покинула Польшу и уехала в США, где умерла 9 сентября 1984.

## Личная жизнь
С 1931 по 1933 год была замужем за русским поэтом и писателем Георгием Теславским. В 1938 году вышла замуж за оператора-постановщика Станислава Липинского, но брак закончился разводом. С июнь 1945 года по ноябрь 1945 года была замужем за Гансом Георгом Пашем. С 1954 по 1964 год была замужем за Ллойдом Фрейзером Скаддером.

## Избранная фильмография
- 1932 — Пуща / Puszcza — Реня
- 1933 — Бродяга / Przybłęda — Марыйка
- 1933 — Его превосходительство субъект / Jego ekscelencja subiekt — Аня
- 1933 — Ханка / Zabawka — Ханка Береза
- 1935 — Его сиятельство шофёр / Jaśnie pan szofer — Ханя
- 1935 — Две Иоаси / Dwie Joasie — Флора
- 1937 — Три повесы / Trójka hultajska — Инез
- 1938 — Сердце матери / Serce matki — Ханка
- 1938 — Мои родители разводятся / Moi rodzice rozwodzą się — Нина Костувна
- 1938 — Геенна / Gehenna — Лёрка
- 1938 — Люди Вислы / Ludzie Wisły — Анна
- 1939 — О чём не говорят / O czym się nie mówi… — Манька
- 1939 — Доктор Мурек / Doktór Murek — Каролька
- 1939 — Чёрные бриллианты / Czarne diamenty — Ирена
- 1939 — Спортсмен поневоле / Sportowiec mimo woli — Лили Мадецкая
- 1939 — Руковожу здесь я / Ja tu rządzę — Иоася